# نولان سميث
نولان سميث (بالإنجليزية: Nolan Smith)‏ مواليد 25 يوليو 1988 في لويفيل، هو لاعب كرة سلة محترف أمريكي سابق بدأ مسيرته الاحترافية في سنة 2011 حيث تم اختياره من قبل فريق بورتلاند ترايل بلايزرز خلال الدرافت، لعب في الرابطة الوطنية لكرة السلة كلاعب هجوم خلفي. يبلغ طوله 6 قدم 2 بوصة (1.9 م). اعتزل اللعب في 2015.

## فرق لعب لها
- بورتلاند ترايل بلايزرز
- غلطة سراي لكرة السلة

## إحصائيات المسيرة

### الرابطة الوطنية لكرة السلة

#### الموسم الاعتيادي
| السنة   | الفريق                 | لعب | بدأ | دقيقة | ميداني% | ثلاثية | حرة  | ارتداد | صنع | استلاب | تصدي | نقطة |
| ------- | ---------------------- | --- | --- | ----- | ------- | ------ | ---- | ------ | --- | ------ | ---- | ---- |
| 2011–12 | بورتلاند ترايل بلايزرز | 44  | 4   | 12.3  | .372    | .289   | .714 | 1.3    | 1.4 | .4     | .1   | 3.8  |
| 2012–13 | بورتلاند ترايل بلايزرز | 40  | 0   | 7.2   | .368    | .214   | .714 | .7     | .9  | .2     | .0   | 2.8  |
| المسيرة |                        | 84  | 4   | 9.9   | .371    | .260   | .714 | 1.0    | 1.2 | .3     | .0   | 3.3  |

## روابط خارجية
- نولان سميث على موقع الاتحاد الدولي لكرة السلة (الإنجليزية)
- نولان سميث على موقع الدوري الأوروبي لكرة السلة (الإنجليزية)
- نولان سميث على موقع إن بي أي (الإنجليزية)
- نولان سميث على موقع سبورتس رفرنس (الإنجليزية)
- نولان سميث على موقع كرة السلة الأوروبية.كوم (الإنجليزية)
- نولان سميث على موقع كلية كرة السلة في سبورتس رفرنس.كوم (الإنجليزية)
- نولان سميث على موقع ريلجم (الإنجليزية)
- نولان سميث على موقع بروبوليرز (الإنجليزية)
- نولان سميث على موقع سبورتس رفرنس (الإنجليزية)
- نولان سميث على موقع سبورتس رفرنس (الإنجليزية)